# Drugius parvus
Drugius parvus is een hooiwagen uit de familie Trionyxellidae.